# 头脑战舰
《头脑战舰》是一款由dB-soft公司制作和出品的纵向卷轴射击游戏。游戏于1985年12月14日在FC游戏机发行。
玩家控制着一艘战舰，需要射击敌方物体。
游戏杂志“电脑家庭杂志”给本游戏打分为15.61分（总分为30分）。